# 大小凉山
大小凉山是对四川省西南部至云南省北部彝族聚居区的习惯称谓。具体而言，大凉山大约包含今凉山彝族自治州，是彝族聚居区的核心地带。根据所受外圍汉区影响的深淺，习惯又把雷波、馬边、峨边、甘洛、越西、喜德、普格等7县邻近汉区和彝汉杂居的部份地区称为边沿区；其腹地美姑河和昭觉河流域的美姑、普雄、昭觉、布拖、金阳等地区自清朝中期以后由当地黑彝家支夺取土司领地后至中国人民解放军进驻前实施封闭统治，外人难以进入，被西方人称为“独立倮倮”。
小凉山是大凉山周边的地区，又分为东面的四川小凉山和西面的云南小凉山。

## 四川小凉山
四川小凉山在黄茅埂山脉以东，金沙江西岸和大渡河南岸之间，包含雷波县（1956年从乐山划归凉山彝族自治州）、乐山市马边、峨边县、金口河区，以及宜宾市屏山县（雷马屏峨）。

## 云南小凉山
云南小凉山为金沙江以西，丽江市所辖的华坪、永胜、宁蒗三县，当地居民认为该地区彝族是近一百多年来从四川大凉山迁移而来，故称其聚居地为小凉山。